# Siège de Rhodes (1480)
Pour les articles homonymes, voir Siège de Rhodes.
Le siège de Rhodes de 1480 voit la garnison des Hospitaliers résister à des troupes supérieures en nombre de l'Empire ottoman.

## Préparation
Début décembre 1479, Mesih Pacha lança deux premières attaques de faible envergure, qui furent des échecs : l'une contre le château de Fanes au nord-ouest de l'île de Rhodes, l'autre contre l'île de Tilos située entre Rhodes et l'île de Kos.

## Forces en présence
Le 23 mai 1480, entre 100 et 160 vaisseaux ottomans arrivaient en vue de Rhodes, au niveau du golfe de Trianda. L'importance de l'armée turque, menée par Mesih Pacha,, n'est pas connue avec exactitude : entre 10 000 et 15 000 pour Housley, pas plus de 20 000 pour Nossov ; d'Aubusson parle dans une lettre écrite en mai de 70 000 hommes ; une source turque parle de 3 000 janissaires entre autres troupes.

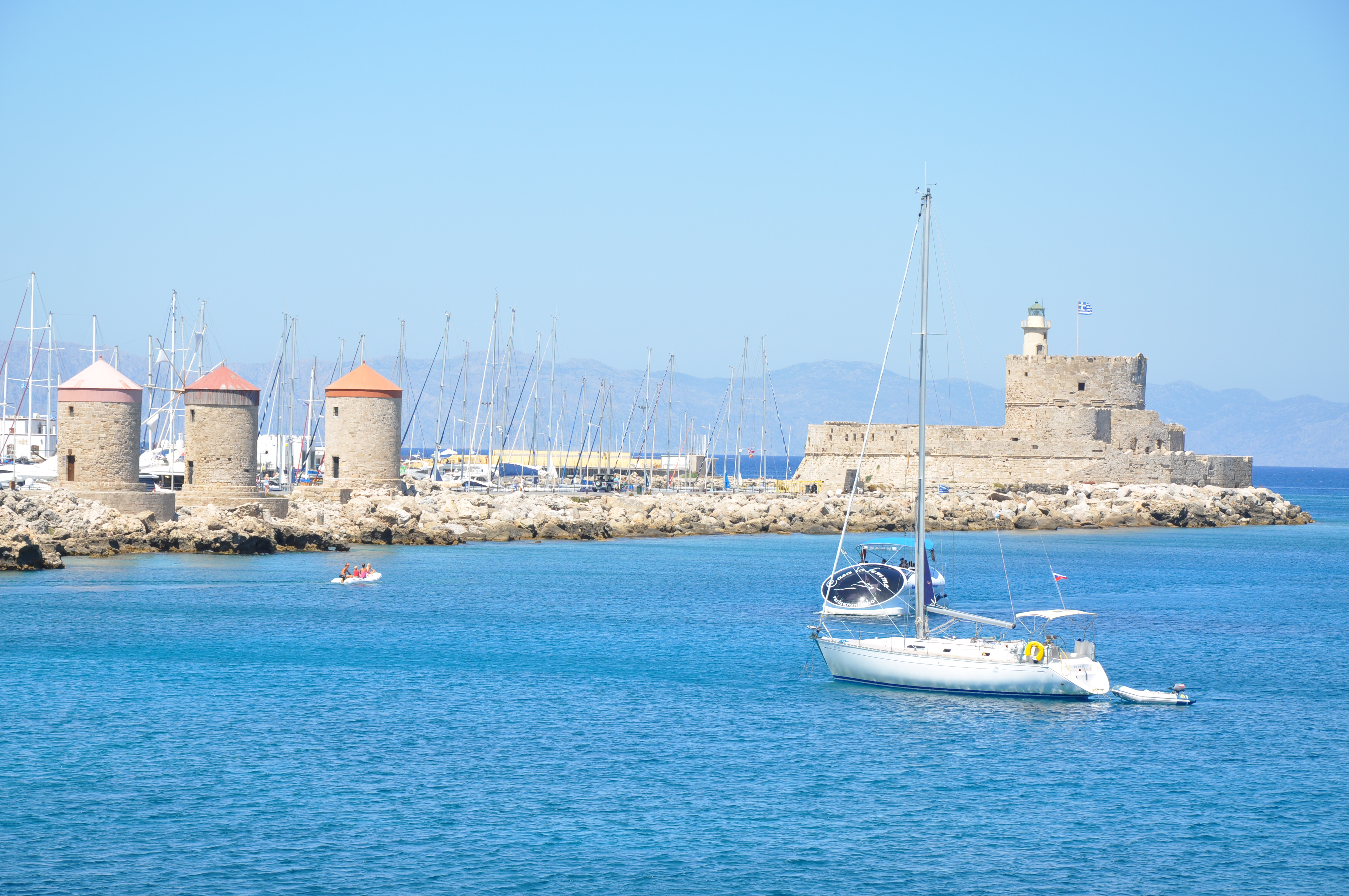
Le fort Saint-Nicolas.
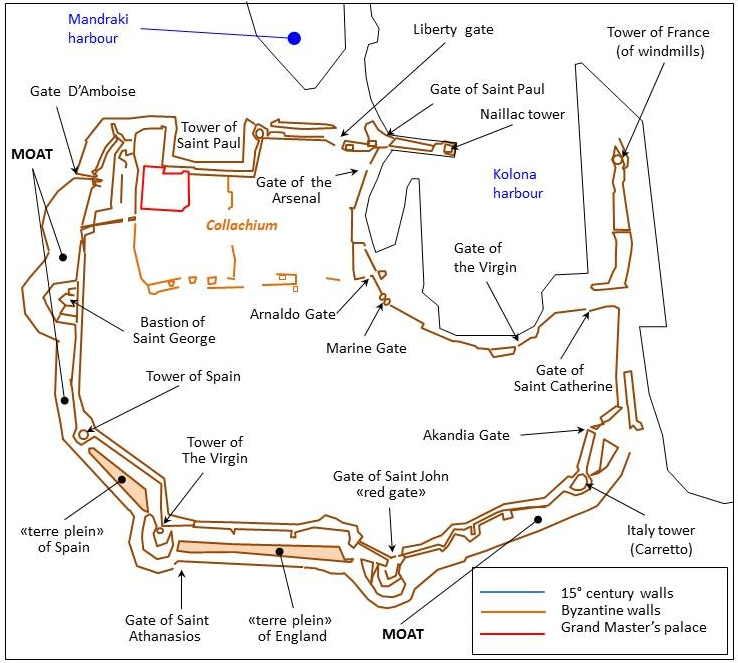
Plan des fortifications (état actuel).
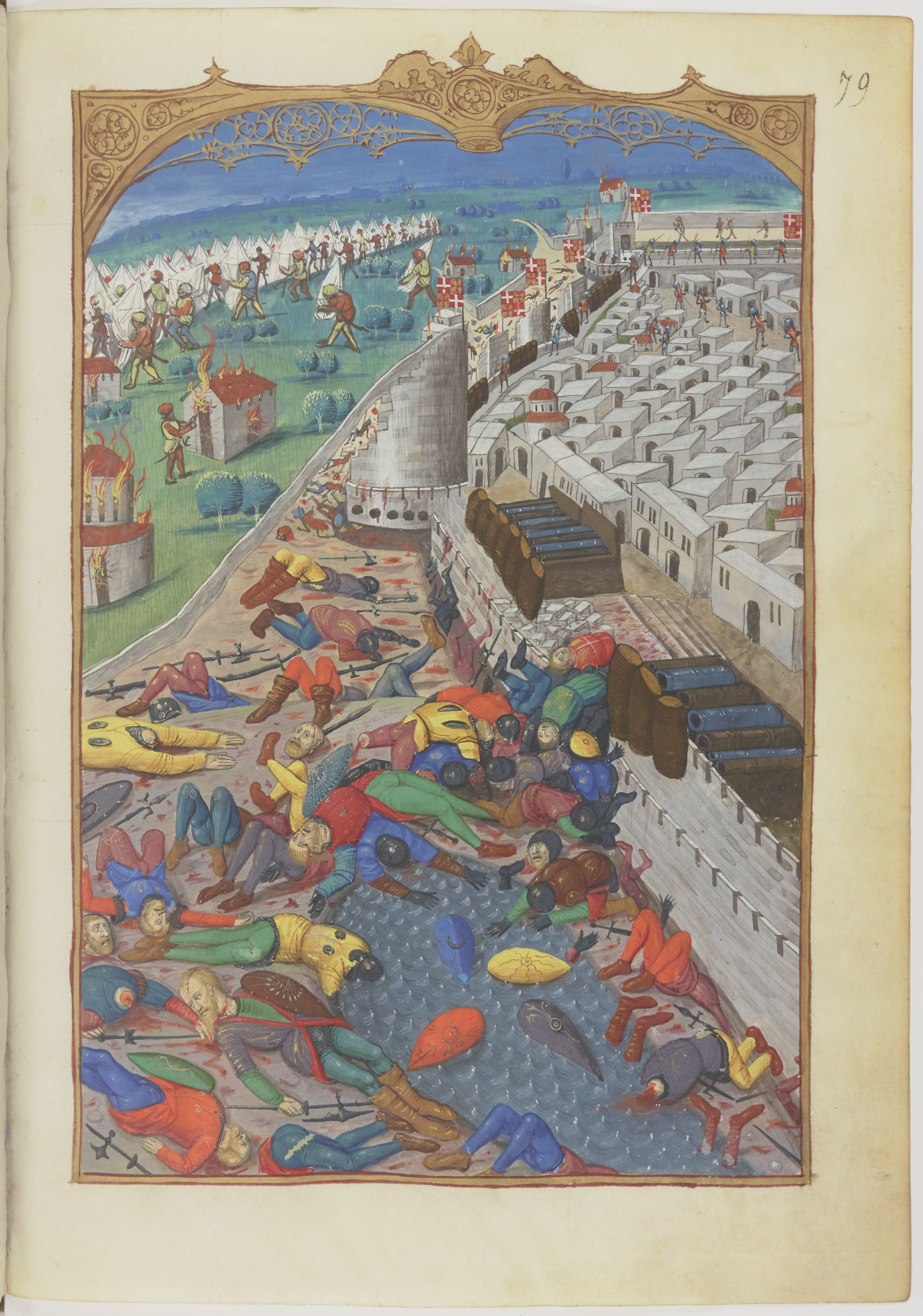
Le secteur de la tour d'Italie après l'attaque

La garnison hospitalière, menée par le grand maître Pierre d'Aubusson était forte d'environ 3 500 hommes pour Housley, de 3 600 à 4 600 pour Rossi ; de Vaivre et Vissière, après avoir cité diverses sources contemporaines indiquant de 4 500 à 5 500 hommes, concluent que ces chiffres correspondent à ce qu'on sait de la population de l'île à l'époque. Pour assurer la défense, Pierre d'Aubusson nomme son frère Antoine d'Aubusson capitaine de Rhodes,.

## Siège

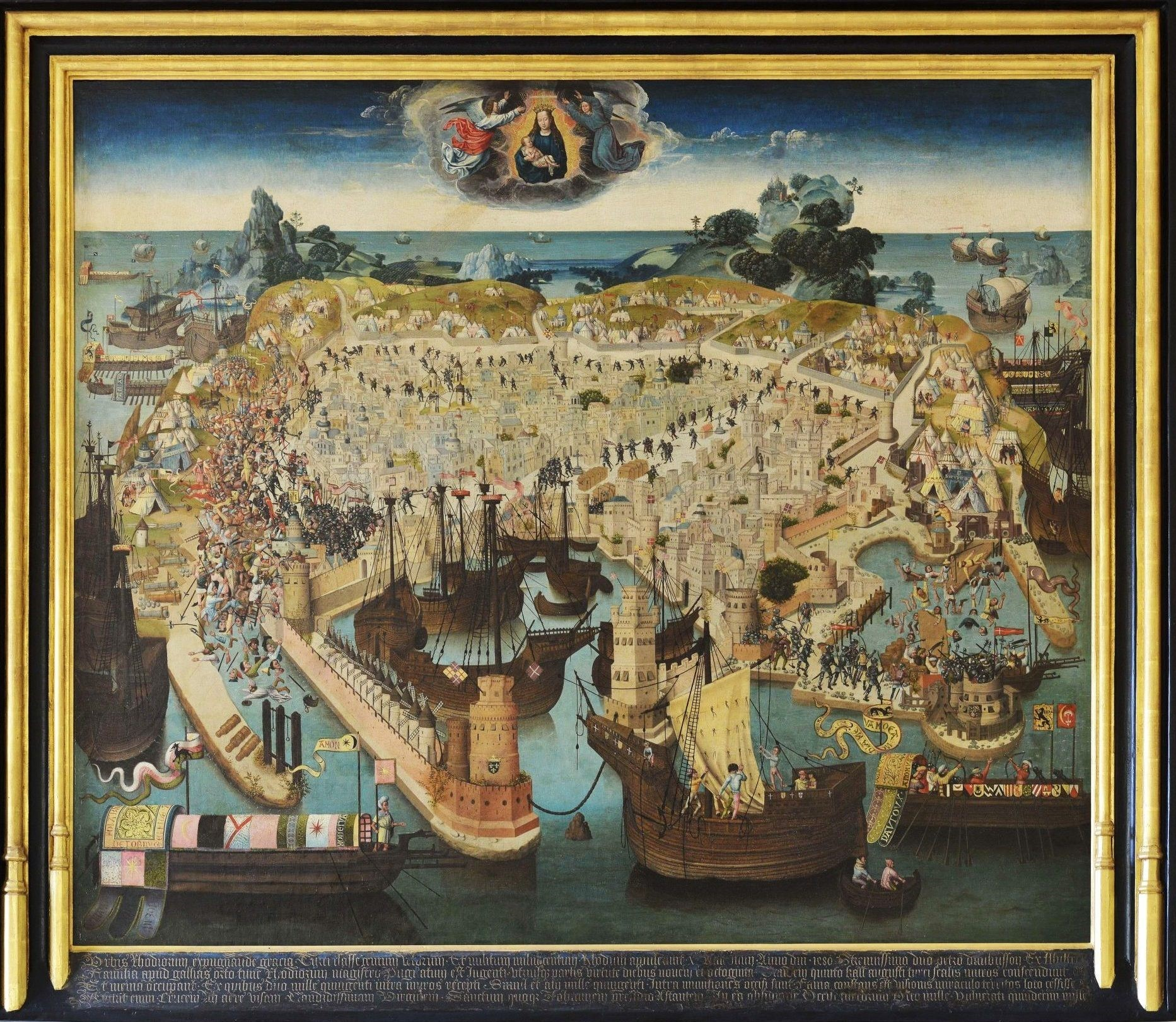
Le Siège de Rhodes par les Turcs en 1480. vers 1480-1483, musée d'Épernay.

Le premier objectif des Ottomans fut la tour Saint-Nicolas, élément clé du dispositif défensif situé entre le port de Mandraki et le port principal, et dont la prise aurait permis aux Turcs d'interdire aux navires chrétiens l'accès à la ville. L'artillerie turque commença par un long bombardement avant que l'infanterie ne mène deux attaques amphibies en juin (nuit du 8 au 9 juin et journée du 18), qui furent repoussées par une âpre défense.
Une autre attaque contre la ville menaça cette fois la muraille d'Italie, à l'est, bordant le quartier juif de la ville, du côté de la baie d'Akandia, qui était gardée par la « langue d'Italie ». Durant le bombardement préliminaire, les chevaliers ainsi que la population creusèrent un fossé à l'intérieur du mur et installèrent de nouvelles défenses. De nouveau, les Hospitaliers se battirent âprement pour repousser l'assaut et à écarter le danger, avec des pertes importantes côté turc : à l'aube du 27 juillet, les Turcs lancèrent une offensive vigoureuse qui offrit l'occasion à leur avant-garde, quelque 2 500 janissaires, de prendre la tour d'Italie et le rempart adjacent. Une lutte frénétique s'ensuivit. D'Aubusson dirigea la bataille et fut blessé à cinq reprises. Après trois heures de combats, les chevaliers avaient décimé l'ennemi et les survivants commençaient à se retirer. Les Hospitaliers lancèrent une contre-attaque qui désordonna la retraite turque, repoussant le vizir qui commandait les troupes ottomanes, atteignant sa tente et prenant notamment l'étendard de l'islam. Ce seul jour périrent entre trois et quatre mille Turcs, selon Kollias.

## Épilogue

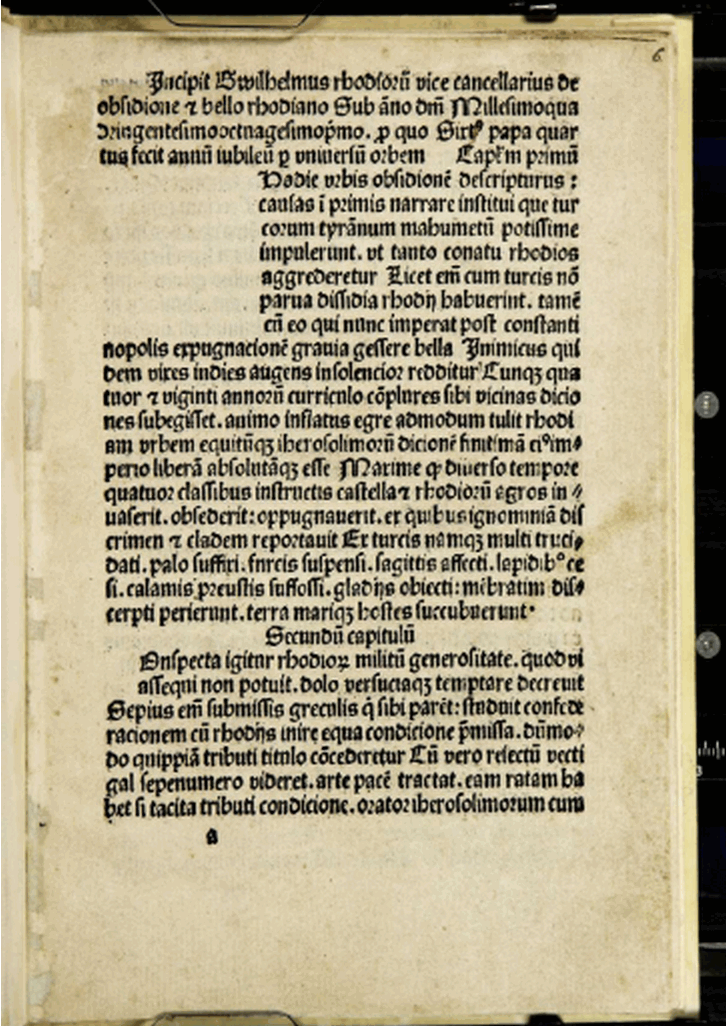
Page 1 du livre : Obsidionis Rhodiae Urbis Descriptio

Le 18 août, la flotte ottomane quitta l'île. Furieux, le sultan Mehmed II voulait attaquer l'île derechef, mais sa mort en 1481 mit un terme à ce projet. Ce ne fut finalement qu'en 1521-1522 que les Ottomans prirent Rhodes lors d'un nouveau siège.
Selon des transfuges passés dans le camp chrétien, l'armée ottomane aurait eu depuis le début du siège 9 000 tués et 15 000 blessés.

## Historiographie
Le vice-chancelier de l'Ordre et secrétaire du grand maître, Guillaume Caoursin, rédigea au lendemain du siège deux textes : une lettre en latin, signée du grand maître, qui constitue en fait un résumé des événements ; et une longue relation, parfois intitulée Obsidionis Rhodiae Urbis Descriptio (conservée entre autres dans le manuscrit BNF, manuscrit « Latin 6067 », richement enluminé par le Maître du Cardinal de Bourbon) et destiné à magnifier la résistance des Hospitaliers. Le texte a été traduit dans toutes les langues européennes et a connu un immense retentissement. Le texte le plus important demeure cependant « l'Histoire journalière » du siège, un journal tenu par un défenseur anonyme pendant les trois mois du siège. L'ensemble de ces textes a été publié (et traduit) par Jean-Bernard de Vaivre et Laurent Vissière.